# Meridià 83 a l'est
El meridià 83 a l'est de Greenwich és una línia de longitud que s'estén des del pol Nord travessant l'oceà Àrtic, Àsia, l'oceà Índic, l'oceà Antàrtic i l'Antàrtida fins al pol Sud.
El meridià 83 a l'est forma un cercle màxim amb el meridià 97 a l'oest. Com tots els altres meridians, la seva longitud correspon a una semicircumferència terrestre, uns 20.003,932 km. Al nivell de l'Equador, és a una distància del meridià de Greenwich de 9.239 km.

## De Pol a Pol
Començant en el pol Nord i dirigint-se cap al pol Sud, aquest meridià travessa:
| Coordenades                             | País, territori o mar        | Notes |
| --------------------------------------- | ---------------------------- | --- |
| 90° 0′ N, 83° 0′ E / 90.000°N,83.000°E  | Oceà Àrtic                   | |
| 81° 8′ N, 83° 0′ E / 81.133°N,83.000°E  | Mar de Kara                  | Passa a l'oest de l'Illa de la Solitud (a 77° 28′ N, 82° 40′ E / 77.467°N,82.667°E) |
| 75° 58′ N, 83° 0′ E / 75.967°N,83.000°E | Rússia                       | Krai de Krasnoiarsk — Illa Troinoi |
| 75° 55′ N, 83° 0′ E / 75.917°N,83.000°E | Mar de Kara                  | |
| 74° 5′ N, 83° 0′ E / 74.083°N,83.000°E  | Rússia                       | Krai de Krasnoiarsk — Illa Vostotxnii |
| 74° 4′ N, 83° 0′ E / 74.067°N,83.000°E  | Mar de Kara                  | |
| 73° 38′ N, 83° 0′ E / 73.633°N,83.000°E | Rússia                       | Krai de Krasnoiarsk Iamàlia — des 66° 53′ N, 83° 0′ E / 66.883°N,83.000°E Districte Autònom Khanti-Mansi — Iugrà — des 62° 36′ N, 83° 0′ E / 62.600°N,83.000°E Óblast de Tomsk — des 60° 58′ N, 83° 0′ E / 60.967°N,83.000°E Óblast de Novossibirsk — des 56° 31′ N, 83° 0′ E / 56.517°N,83.000°E Krai de l'Altai — des 53° 57′ N, 83° 0′ E / 53.950°N,83.000°E |
| 50° 54′ N, 83° 0′ E / 50.900°N,83.000°E | Kazakhstan                   | |
| 47° 5′ N, 83° 0′ E / 47.083°N,83.000°E  | República Popular de la Xina | Xinjiang Tibet — des 35° 29′ N, 83° 0′ E / 35.483°N,83.000°E |
| 29° 40′ N, 83° 0′ E / 29.667°N,83.000°E | Nepal                        | |
| 27° 27′ N, 83° 0′ E / 27.450°N,83.000°E | Índia                        | Uttar Pradesh Chhattisgarh — des 23° 52′ N, 83° 0′ E / 23.867°N,83.000°E Odisha — des 21° 9′ N, 83° 0′ E / 21.150°N,83.000°E Andhra Pradesh — des 18° 23′ N, 83° 0′ E / 18.383°N,83.000°E |
| 17° 29′ N, 83° 0′ E / 17.483°N,83.000°E | Oceà Índic                   | |
| 60° 0′ S, 83° 0′ E / 60.000°S,83.000°E  | Oceà Antàrtic                | |
| 66° 15′ S, 83° 0′ E / 66.250°S,83.000°E | Antàrtida                    | Territori Antàrtic Australià, reclamada per Austràlia |